# 熊野神社 (小牧市久保)

鳥居

熊野神社（くまのじんじゃ）は、愛知県小牧市久保にある神社である。久保寺が隣接する。

## 歴史
- 14世紀頃 - 創建
- 天正12年（1584年） - 小牧・長久手の戦いで砦が築かれる。
- 昭和34年（1959年）9月 - 伊勢湾台風で社殿が甚大な被害を受ける。
- 昭和59年（1984年） - 社殿修復工事完了。

## 久保山砦跡

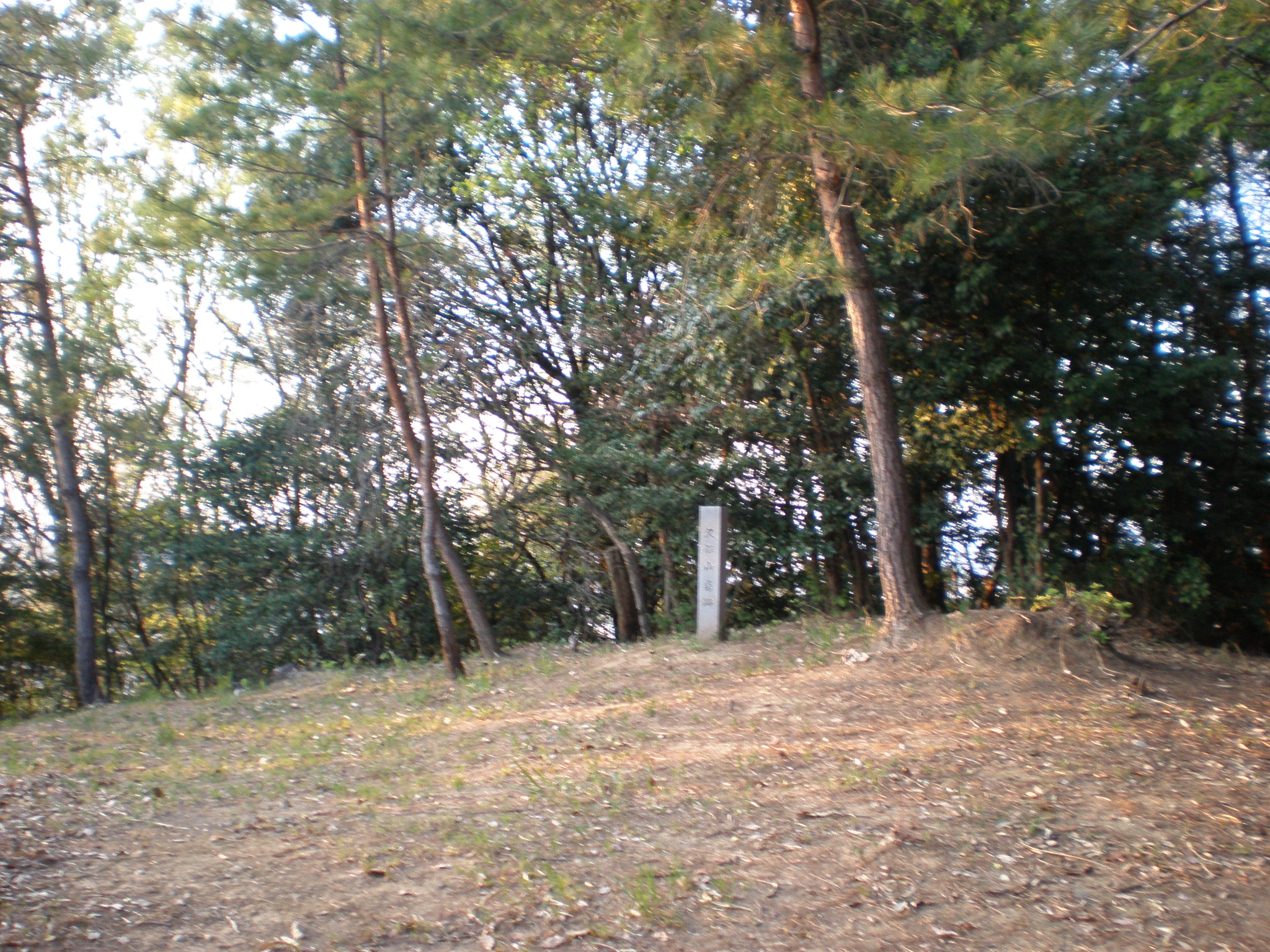
久保山砦跡

久保山砦跡（くぼやまとりであと）は、天正12年（1584年）の小牧・長久手の戦いの折り、秀吉方が築いたとされる砦の跡である。「外久保砦跡」とも呼ばれる。砦の規模は東西二十三間、南北十六間あった。長久手での合戦後、豊臣秀吉がこの砦で全軍を指揮したと伝えられており、そのことからこの砦が築かれた久保山を「太閤山」とも呼ぶ。

## 交通手段
- こまき巡回バスの「小松寺」停留所下車、徒歩3分。
- 名鉄小牧線味岡駅下車、徒歩5分。